# Вуковарски водоторањ
Вуковарски водоторањ је водоторањ у Вуковару. Један је од најпознатијих симбола Вуковара и страдања града у бици за Вуковар током рата у Хрватској, када су водоторањ и сам град у великој мери уништили ратни сукоби.

## Историја
Водоторањ је пројектовало предузеће План, а изградила Хидротехника Загреб, крајем шездесетих година прошлог века. Саграђен је у градском парку, у народу званом Најпар-башћа, у Митници. На врху куле је био ресторан са погледом на Вуковар, Дунав и околне винограде.
Током битке за Вуковар, водоторањ је био једна од најчешћих мета артиљерије. Током опсаде погођен је више од 600 пута.
Данас је преуређен у музеј са рестораном. Трагови рата у Хрватској су и даље евидентни. Од 10. марта 2021. је члан Светске федерације великих кула.

### Данас
Након реинтеграције Вуковара у Хрватску, реконструкцију водоторња покренуо је председник Хрватске Фрањо Туђман, али је процес прекинут и кула је уместо тога постала спомен-подручје. Званично је отворен 30. октобра 2020, а јавни приступ постао је доступан следећег дана.